# Baby (film, 2024)
Pour les articles homonymes, voir Baby.
Pour plus de détails, voir Fiche technique et Distribution.
Baby est un film brésilien réalisé par Marcelo Caetano, sorti en 2024.

## Synopsis
Après sa sortie d'un centre pour mineurs, Wellington se retrouve sans abri et erre dans São Paulo. Dans un cinéma porno, il rencontre Ronaldo. Ils vont entamer une relation et celui-ci va lui apprendre à survivre dans la rue.

## Fiche technique
- Titre : Baby
- Réalisation : Marcelo Caetano
- Scénario : Gabriel Domingues et Marcelo Caetano
- Musique : Bruno Prado et Caê Rolfsen
- Photographie : Joana Luz et Pedro Sotero
- Montage : Fabian Remy
- Production : Stienette Bosklopper, Marcelo Caetano, Juliette Lepoutre, Ivan Melo, Pierre Menahem, Maarten Swart et Beto Tibiriça
- Société de production : Cup Filmes, Desbun Filmes, Plateau Produções, Still Moving, Circe Films, Kaap Holland Film, Telecine, Canal Brasil, Vitrine Filmes et Spcine
- Société de distribution : Epicentre Films (France)
- Pays :  Brésil,  France et  Pays-Bas
- Genre : Drame
- Durée : 107 minutes
- Dates de sortie : 
  -  France : 21 mai 2024 (Festival de Cannes), 19 mars 2025
  -  Brésil : 9 janvier 2025

## Distribution
- João Pedro Mariano : Baby
- Ricardo Teodoro : Ronaldo
- Ana Flavia Cavalcanti : Priscila
- Bruna Linzmeyer : Jana
- Luiz Bertazzo : Torres
- Marcelo Varzea : Alexandre
- Patrick Coelho : Zika
- Kyra Reis : Pink
- Baco Pereira : Dayvid
- Sylvia Prado : Tia Suely
- Ariane Aparecida : la cousine Sônia
- Victor Hugo Martins : Allan
- Maurício de Barros : Mozart, au sauna
- Cleo Coelho : Vini, le garçon Torres
- Cael Benício : Pulguinha
- Aquiles : Aquiles
- Kelly Campello : Rose, la mère
- Mauricio Sassi : Cleber
- Roberto Audio : Macedo, le voyeur
- Mawusi Tulani : Mari, à la Fondation Casa
- Alex Amaral : Alberto
- Paula Pretta : Lourdes, la voisine
- Abrãao Kimberley : Cauã, la trompettiste

## Distinctions
Le film a été présenté en sélection officielle dans le cadre de la Semaine de la critique lors du Festival de Cannes 2024. Il était également en lice pour la Queer Palm et a remporté le prix découverte de la Fondation Louis Roederer pour Ricardo Teodoro.